# Giuseppe Carlo Rossi
Giuseppe Carlo Rossi (Corbetta, 20 aprile 1908 – Roma, 9 aprile 1983) è stato un linguista e lusista italiano.

## Biografia

### Gli inizi e i primi passi della carriera
Giuseppe Carlo Rossi nacque a Corbetta il 20 aprile 1908, in via Cavour, al piano superiore dell'antico municipio, dove il padre Antonio, ragioniere, tenne per un trentennio l'incarico di segretario comunale.

A 21 anni (1929) è laureato in lettere, a 25 è professore di ruolo nei licei. Poi, la carriera universitaria: lettore di italiano a Friburgo, docente dell'Istituto Italiano di Lisbona, incaricato di letteratura italiana e spagnola presso l'Università della medesima città. Nel 1942, primo in Italia, è libero docente di lingua e letteratura portoghese: incaricato di tale disciplina all'Università di Roma (1948-1957), e ordinario nella prima cattedra italiana della materia (1956), presso l'Istituto Universitario Orientale di Napoli. A lui si deve la prima Storia della letteratura portoghese (1953) scritta da un italiano, inoltre importanti studi comparatistici, frai quali : La letteratura italiana e le letterature di lingua portoghese (1967). Dal suo insegnamento a Roma e a Napoli hanno preso avvio i maggiori studiosi attuali di lusitanistica.

### La carriera extrascolastica
Conferenziere, relatore in molteplici congressi d'ogni parte del mondo fu visiting professor all'Università Laval di Québec. Ha diretto riviste europee, latino-americane, nordamericane. Ha collaborato a molte enciclopedie, compreso il "Dizionario Bompiani delle Opere e dei Personaggi", dove fu direttore di sezione. Ha lasciato numerose opere (alcune tuttora fondamentali) in lingua italiana, portoghese e spagnola. Scrisse in importanti quotidiani come "L'Osservatore Romano", "Il Tempo" di Roma, "La Naciòn" di Buenos Aires. Dal 1944 al 1974 ha pubblicato su riviste internazionali articoli di densissima dottrina, nei quali attraversa la propria disciplina in scioltezza, senza barricate, percorrendola come luogo di scambi, di confluenze e di riverberi.

### Gli ultimi anni
Membro della Commissione Culturale Italiana dell'UNESCO e del Consiglio Nazionale del Sindacato Libero Scrittori Italiani, fu commendatore dell'Istruzione Pubblica in Portogallo e dell'Ordine del Merito Civile in Spagna; socio della "Academia Internacional de Cultura Portoguesa", della "Instituciòn Fernando el Catòlico" di Saragozza, della "Real Academia Española de la Lengua", della "Hispanic Society of America". È stato premiato (1970) dal presidente della Repubblica Italiana con la medaglia d'oro di benemerenza per la Scuola, la Cultura e l'Arte. È morto a Roma il 9 aprile 1983.

### Il centenario della nascita
Nel centenario della nascita si tenne a Napoli e Lisbona un convegno sulla sua opera i cui atti sono pubblicati in Giuseppe Carlo Rossi lusitanista (1908-1983). Atti del Convegno internazionale, Albatros Il Filo.